# Tagkawayan
Tagkawayan è una municipalità di seconda classe delle Filippine, situata nella Provincia di Quezon, nella regione di Calabarzon.
Tagkawayan è formata da 45 baranggay:
- Aldavoc
- Aliji
- Bagong Silang
- Bamban
- Bosigon
- Bukal
- Cabugwang
- Cagascas
- Casispalan
- Colong-colong
- Cabibihan
- Candalapdap
- Del Rosario
- Katimo
- Kinatakutan

- Landing
- Laurel
- Magsaysay
- Maguibuay
- Mahinta
- Malbog
- Manato Central
- Manato Station
- Mangayao
- Mansilay
- Mapulot
- Munting Parang
- Payapa
- Poblacion
- Rizal

- Sabang
- San Diego
- San Francisco
- San Isidro
- San Roque
- San Vicente
- Santa Cecilia
- Santa Monica
- Santo Niño I
- Santo Niño II
- Santo Tomas
- Seguiwan
- Tabason
- Tunton
- Victoria